# میشل اسمیت
میشل اسمیت (به انگلیسی: Michelle Smith de Bruin) شناگر اهل جمهوری ایرلند است. وی در بین سال‌های ‎۱۹۹۶ میلادی در مسابقات بازی‌های المپیک تابستانی در مجموع ۴ مدال، شامل ۳ مدال طلا و ۱ برنز را کسب کرد.